# Артель-Труд
Арте́ль-Труд — посёлок в Дмитровском районе Орловской области. Входит в состав Долбёнкинского сельского поселения.

## География
Расположен на юге Дмитровского района, на правом берегу реки Речицы. Высота над уровнем моря — 220 м. Через посёлок проходит автомобильная дорога 54К-77 «Железногорск—Дмитровск». Ближайшие населённые пункты — посёлки Речица и Опека, село Долбенкино. Артель-Труд зачастую упоминается как часть села Долбенкино. К востоку от посёлка расположено урочище Марков Лес, к югу — лес Чиненый.

## История
Основан не ранее 1927 года. В 1937 году в посёлке было 10 дворов. Во время Великой Отечественной войны, с октября 1941 года по август 1943 года Артель-Труд находилась в зоне немецкой оккупации. 

## Население
| 1979 | 2002 | 2010 |
| ---- | ---- | ---- |
| 105  | ↗158 | ↗159 |

## Достопримечательности
В посёлке находится частный этнографический музей, созданный супругами Сергеем и Ниной Булычевыми.